# Pseudotrimezia laevis
Pseudotrimezia laevis är en irisväxtart som beskrevs av Pierfelice Ravenna. Pseudotrimezia laevis ingår i släktet Pseudotrimezia och familjen irisväxter. Inga underarter finns listade i Catalogue of Life.